# گواتای (کالیفرنیا)
گواتای (به انگلیسی: Guatay) یک منطقهٔ مسکونی در ایالات متحده آمریکا است که در شهرستان سن دیگو، کالیفرنیا واقع شده‌است. گواتای ۱٬۲۱۸٫۹۱ متر بالاتر از سطح دریا واقع شده‌است.